# День пчеловода Республики Башкортостан
День пчеловода Республики Башкортостан — национальный профессиональный праздник, который отмечается в Республике Башкортостан ежегодно второе воскресенье августа.
День пчеловода Республики Башкортостан установлен Законом Республики Башкортостан «О пчеловодстве» от 2 июля 1997 года N 98-з.
Ежегодное празднование праздника в медоносных районах республики проходят оживлённо, организуются конкурсы профессионального мастерства, ярмарки меда. Пасечники со всей республики предлагают попробовать и купить свою продукцию — мёд, собранный собственными пчёлами.
Традиционными стали ярмарки «Медовый Башкортостан». Они ежегодно собирают в Уфе на большой медовый праздник сотни пчеловодов из всех районов республики. На праздничных ярмарках выступают фольклорные музыкальные коллективы.
К празднику Национальная библиотека им. А-З Валиди организует иллюстрированные выставки «Башкирский мед — бренд Башкортостана».